# 阿卜杜勒阿齐兹国王世界文化中心
阿卜杜勒阿齐兹国王世界文化中心（阿拉伯语：مركز الملك عبدالعزيز الثقافي العالمي；又叫Ithra），是沙特阿拉伯宰赫兰的一个综合体，包括博物馆、儿童博物馆、图书馆、电影院、剧院和展览厅。
它由沙特阿美建造、运营，2016年12月1日由萨勒曼·本·阿卜杜勒-阿齐兹·阿勒沙特揭幕。其所在地在1938年3月发现了第一个沙特商业油田。

## 建筑
该建筑占地8万平方米，造型灵感来源于含油岩层的内部结构，由斯诺赫塔设计，标赫负责工程设计，以不锈钢管为外立面，建成时是世界上唯一一座以不锈钢管为外立面的建筑，所用钢管长度达36万米。
建筑符合LEED标准，尽量减少生态影响。如周围花园中的植物选自沙漠物种，最大限度地减少景观用水。

## 设施
中心里的剧院拥有900个座位。博物馆分为四层，展览当代艺术、沙特遗产、伊斯兰文明、自然历史和人类生态等主题。